# Mathewsia matthioloides
Mathewsia matthioloides är en korsblommig växtart som först beskrevs av Diederich Franz Leonhard von Schlechtendal, och fick sitt nu gällande namn av Karl Müller. Mathewsia matthioloides ingår i släktet Mathewsia och familjen korsblommiga växter. Inga underarter finns listade i Catalogue of Life.